# Ankylacantha keiseri
Ankylacantha keiseri är en tvåvingeart som beskrevs av Lindner 1955. Ankylacantha keiseri ingår i släktet Ankylacantha och familjen vapenflugor.
Artens utbredningsområde är Sri Lanka. Inga underarter finns listade i Catalogue of Life.